# 第一作者
在學術出版領域，第一作者或首席作者指的是出版物（例如：学术出版或審計等）的作者欄中排序在第一位的作者。
學術署名的標準在很多學術領域都不盡相同。在许多学科中，包括自然科学、计算机科学和电气工程，研究论文的主要作者通常是进行研究并撰写和编辑论文的人。后面的合著者名单通常反映了对稿件所报告之工作的贡献递减。有时则按作者姓名首字的字母或拼音排序。